# Degeneria roseiflora
Degeneria roseiflora är en tvåhjärtbladig växtart som beskrevs av J.M. Miller. Degeneria roseiflora ingår i släktet Degeneria, och familjen Degeneriaceae. Inga underarter finns listade i Catalogue of Life.